# Aleksander Klumberg
Aleksander Klumberg, född 17 april 1899 i Tallinn, nuvarande Estland, död 10 februari 1958 i Tallinn, var en estnisk friidrottare.
Klumberg blev olympisk bronsmedaljör i tiokamp vid sommarspelen 1924 i Paris. Frankrike.